# Huernia
Huernia es un género de plantas de la familia Apocynaceae con cerca de 60 especies. Nativo del este de África.

## Descripción
Es una planta suculenta con ángulos espinosos. Las flores son cinco lobuladas de color rojo, amarillo o marrón. Está relacionada estrechamente con el género Stapelia.

## Taxonomía
El género fue descrito por Robert Brown y publicado en On the Asclepiadeae 11. 1810.

## Especies
| - Huernia albomaculata A.C.White & B.Sloane - Huernia appendiculata Berger - Huernia aspera N.E. Br. - Huernia barbata (Masson) Haw. - Huernia boleana - Huernia brevirostris N.E.Br. - Huernia campanulata (Masson) R.Br. - Huernia clavigera (Jacq.) Haw. - Huernia concinna N.E.Br. - Huernia decemdentata N.E.Br. - Huernia distincta N.E.Br. - Huernia guttata (Masson) R.Br. - Huernia hislopii Turrill - Huernia humilis (Masson) Haw. - Huernia hystrix (Hook.f.) N.E.Br. - Huernia insigniflora C.A.Maass - Huernia keniensis R.E.Fr. - Huernia kirkii N.E.Br. - Huernia leachii Lavranos - Huernia levyi Oberm. - Huernia loeseneriana Schltr. - Huernia longituba N.E.Br. | - Huernia macrocarpa Schweinf. ex K.Schum. - Huernia namaquensis Pillans - Huernia occulta L.C.Leach & Plowes - Huernia ocellata (Jacq.) Schultes - Huernia penzigii N.E.Br. - Huernia piersii N.E.Br. - Huernia pillansii N.E.Br. - Huernia plowesii - Huernia praestans N.E.Br. - Huernia primulina N.E.Br. - Huernia procumbens (R.A.Dyer) L.C.Leach - Huernia quinta - Huernia reticulata (Masson) Haw. - Huernia scabra N.E.Br. - Huernia schneideriana - Huernia similis N.E.Br. - Huernia simplex N.E.Br. - Huernia somalica N.E.Br. - Huernia stapelioides Schlchtr. - Huernia thuretii Cels ex Hérincq - Huernia venusta (Masson) R.Br. - Huernia verekeri Stent - Huernia volkartii Werderm. & Peitscher - Huernia zebrina N.E.Br. |

## Galería

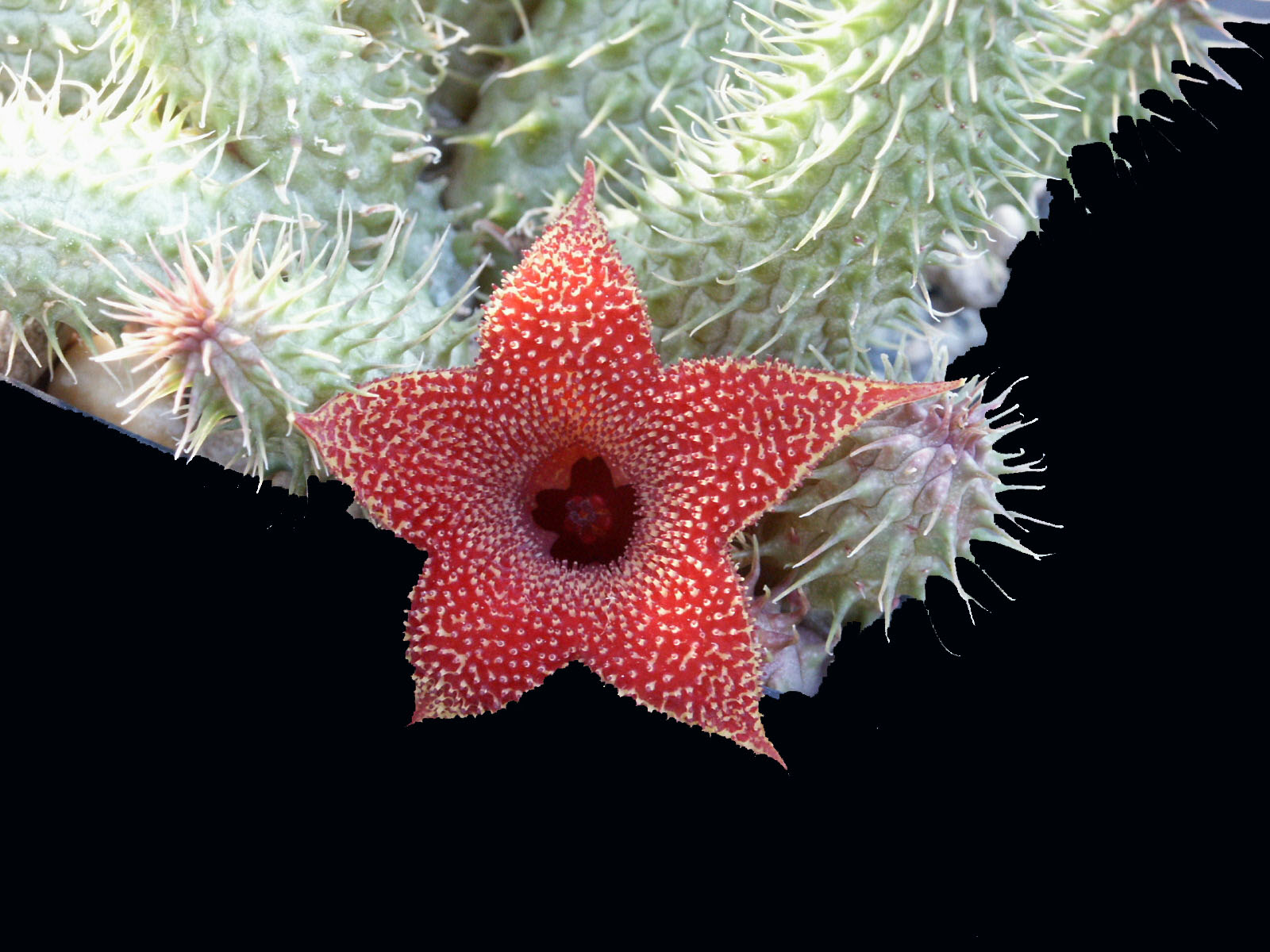
Huernia aspera
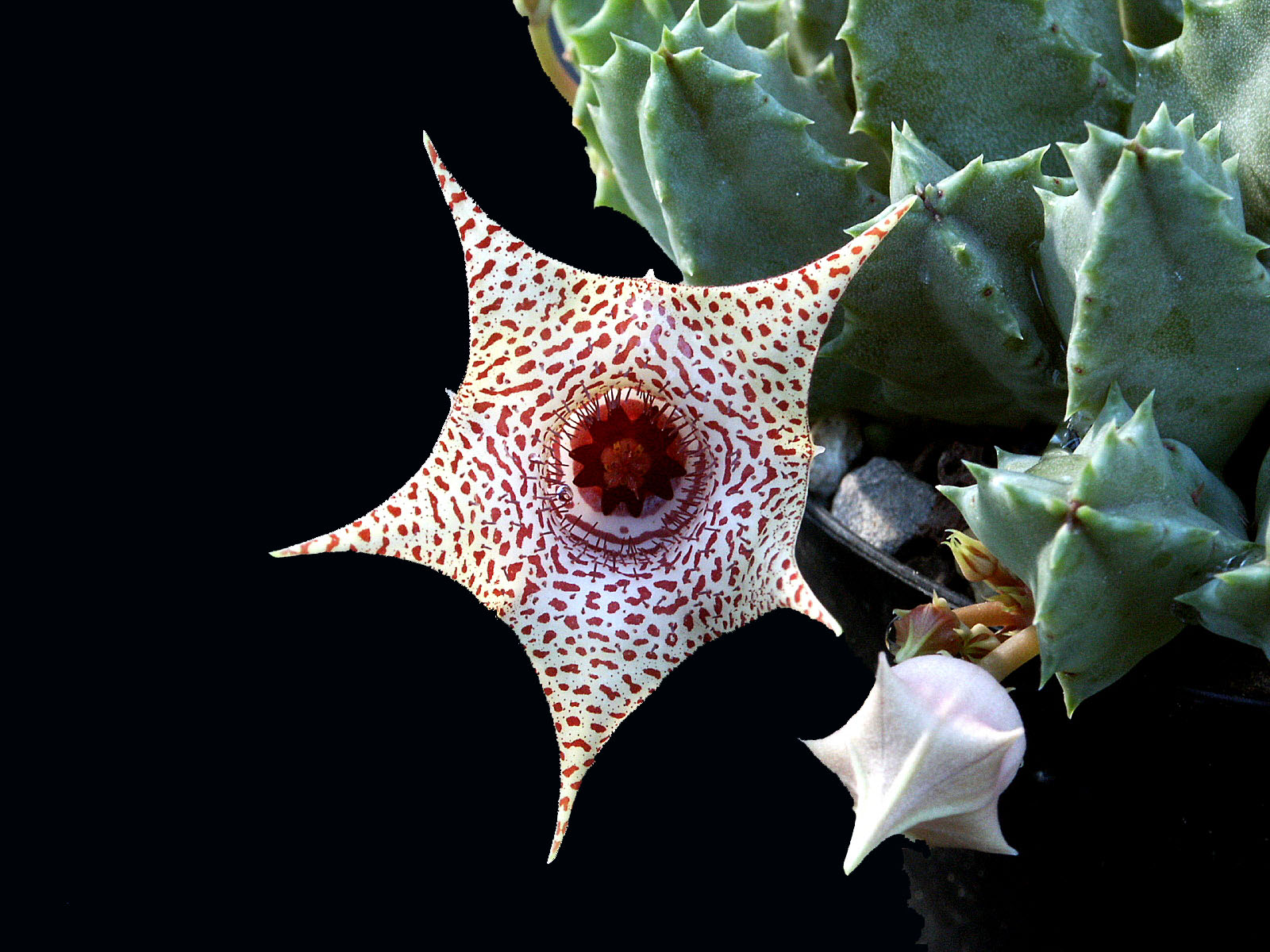
Huernia piersii
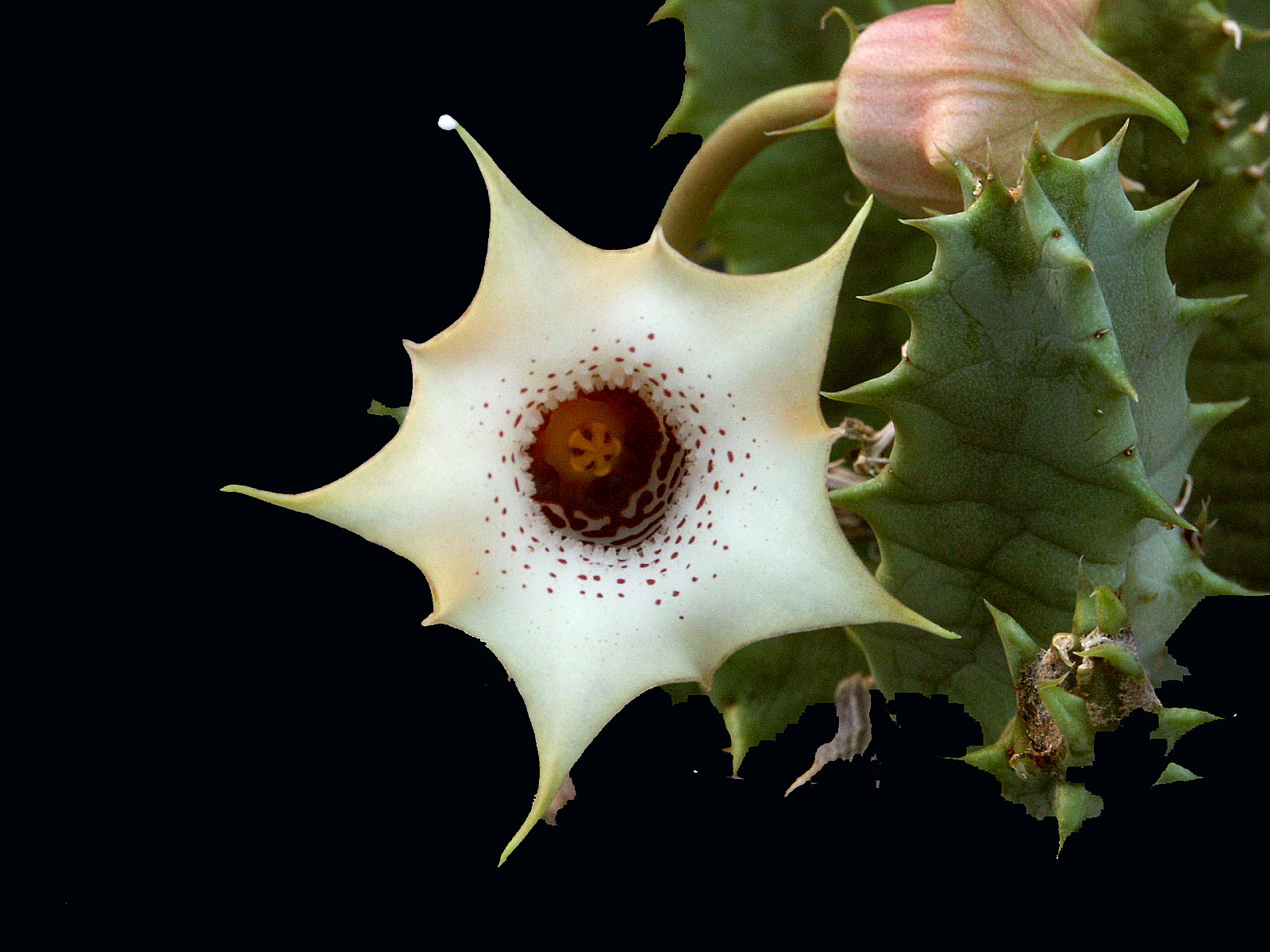
Huernia quinta
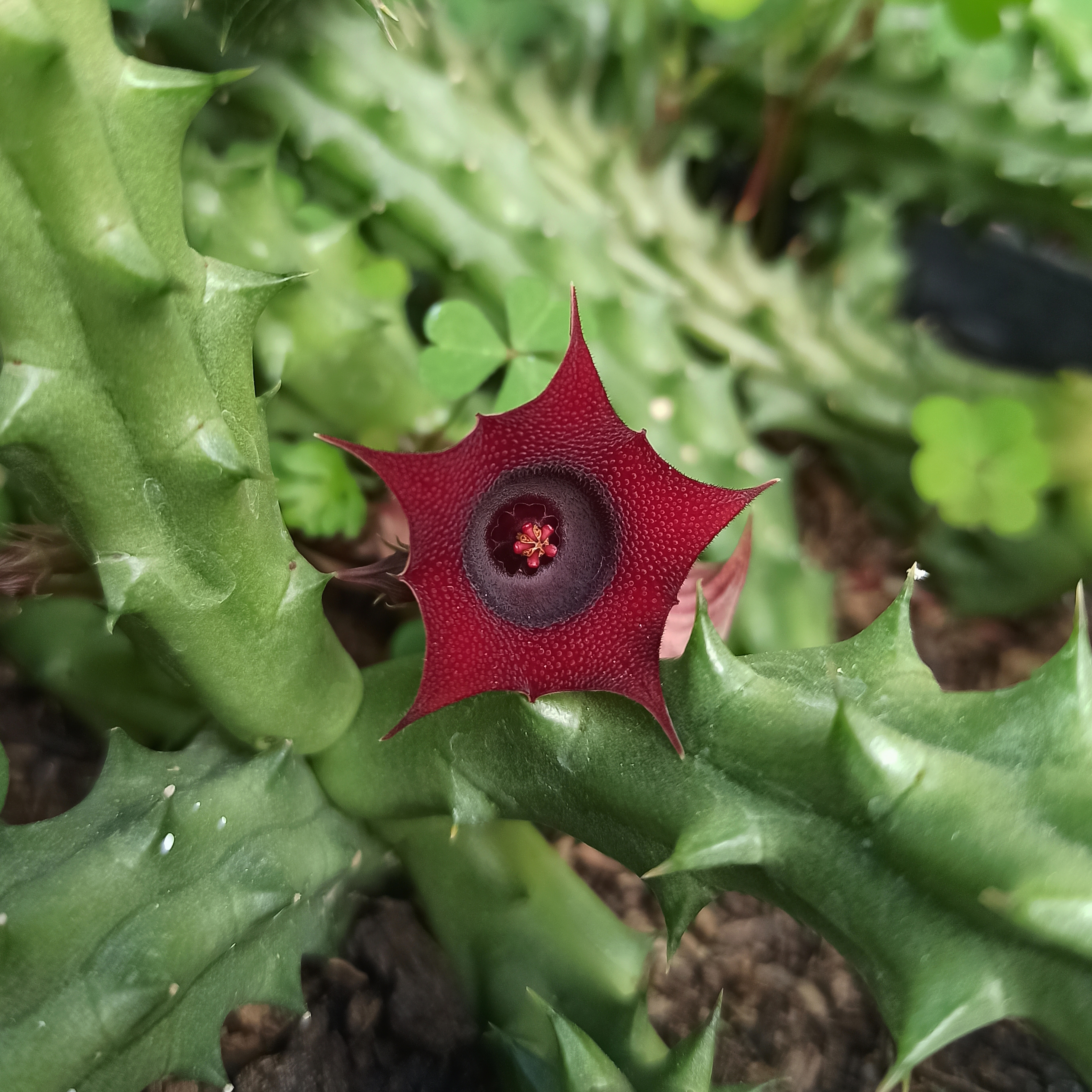
Huernia schneideriana
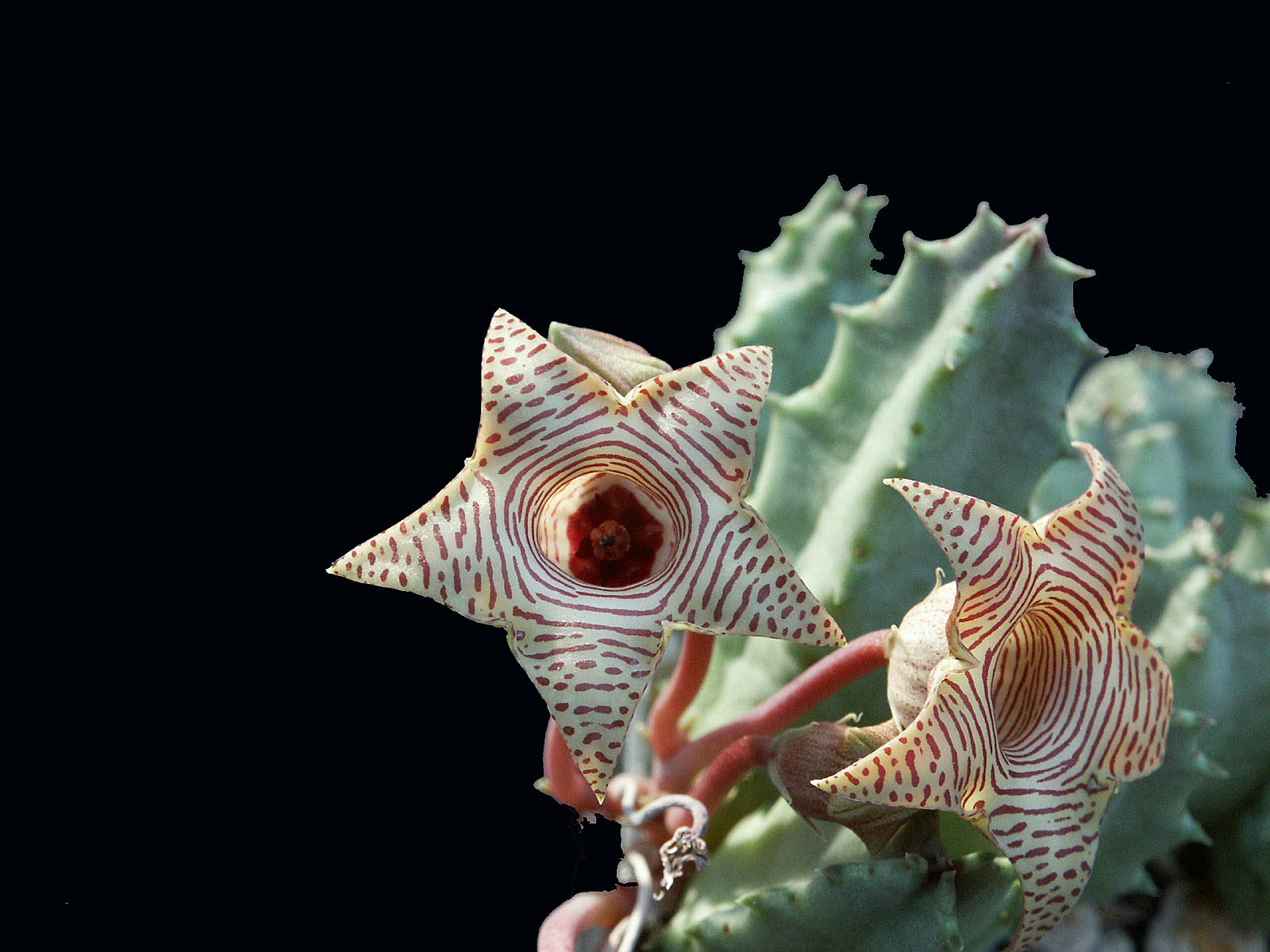
Huernia striata